# Природний рівень безробіття
Природне безробіття (англ. Natural rate of unemployment (NRU) — це частка безробітних, яка відповідає доцільному рівню повної зайнятості в економіці, тобто потенційному ВВП. Цей рівень безробіття не пов'язаний з динамікою економічного зростання. Він залежить від природних причин, таких як: плинність кадрів, міграція, демографічних факторів. Вважається, що природний рівень безробіття становить 4-5 % від загальної кількості робочої сили.
Вперше, концепцію природного безробіття розробили Мілтон Фрідман та Едмунд Фелпс у 1960-х роках. Відповідно до теорії М. Фрідмана природне безробіття специфічне для кожної економіки відповідно до макроекономічної рівноваги, при якій очікуваний рівень інфляції дорівнює дійсному її рівню. Спробою описати залежність рівнів інфляції і безробіття є Крива Філліпса.